# Кармалы (Татарстан)
Кармалы — село в Нижнекамском районе Татарстана.
Расположено на реке Шешме, в 73 км от Нижнекамска.
В посёлке имеются средняя школа, библиотека и дом культуры.

## История
До 1920 года входило в состав Больше-Толкишевской волости Чистопольского уезда Казанской губернии, с 1920 года — в Чистопольский кантон Татарской АССР. С 10 августа 1930 года в составе Шереметьевского, с 1 февраля 1963 — Чистопольского, с 26 апреля 1983 года — Новошешминского, с 3 июля 1984 года — Нижнекамского.